# Shoo Fly (film 1915)
Shoo Fly è un cortometraggio muto del 1915 diretto da Burton L. King. Prodotto dalla Selig Polyscope Company, è il secondo episodio della serie The Chronicles of Bloom Center.

## Trama
A Bloom Center arriva il professor Trapp con sua moglie per vendere scacciamosche e trappole apposite per la cattura dei noiosi insetti. L'iniziativa ha grande successo e si mette su una campagna di sensibilizzazione sui pericoli della mosca comune, mentre la coppia di nuovi arrivati tiene lezioni sull'argomento. Si decide anche di organizzare una caccia alle mosche con tanto di premi per chi ne caccerà di più. Intanto a Bloom Center giunge Jim Billings, commesso viaggiatore in preda al mal di pancia. Phil Pickle, il farmacista, gli prepara per sbaglio del verde di Parigi, un preparato all'arsenico usato anche come insetticida, che lui prende per curarsi l'indigestione. Quando Billings stramazza a terra, tutti i giudici della gara corrono a soccorrerlo, mentre un impiegato prende tutte le mosche morte e le butta in un bidone della spazzatura. Billings si riprende, ammazza tre mosche e le mette in una scatoletta. Così, quando i giudici devono assegnare i premi per la gara, le sue tre mosche, le uniche che sono rimaste, si prendono tutti i premi del concorso.

## Produzione
Il film fu prodotto dalla Selig Polyscope Company.

## Distribuzione
Distribuito dalla General Film Company, il film - un cortometraggio in due bobine - uscì nelle sale cinematografiche statunitensi il 25 ottobre 1915.